# A. E. Bizottság
Az A. E. Bizottság (Albert Einstein Tánczenekara) magyar avantgárd alternatív rockzenekar volt.

## Története

### A kezdetek
Az underground rockzenét (art-rockot) játszó csapat 1979-ben alakult meg, tagjai a szentendrei Vajda Lajos Stúdió képzőművészei közül kerültek ki. Az együttes tagjai részben cserélődtek az idők során, az első felállásuk: feLugossy László (ének), Wahorn András (orgona, szaxofon, ének), ef Zámbó István (basszusgitár, ének), Kukta „Kokó” Erzsébet (ének), Szulovszky „Joni” István (gitár), Bán Mária (dob), Bernáthy Sándor (gitár).
Az 1980-as évek elején egyik barátjuk arra biztatta őket, hogy induljanak el a Karthago együttes tehetségkutató versenyén. Eleinte nem vették komolyan az ötletet, de ismerősük erősködött: ha az elődöntőkben eljátszanak valamilyen slágert, bejutnának a televíziós döntőbe, és majd ott, a kamerák előtt "belecsapnak valami punkőrületbe". Ez a terv már elnyerte a tetszésüket, és ekkor jött az ötlet, hogy Bizottság-névvel induljanak a versenyen. Végül csupán az elődöntőig jutottak, ám így sem volt haszontalan az indulás, hiszen Nagy Feró meghívta őket előzenekarnak a Fekete Bárányok koncertjére.
1980. augusztus 23-án léptek fel a Hajógyári-szigeten, az Ifjúsági Magazin és az Express Ifjúsági- és Diák Utazási Iroda által szervezett, később legendássá vált fesztiválon, a „Fekete Bárányok”-ként aposztrofált három sztárbanda, a Magyar Hanglemezkiadó Vállalattal amolyan kutya-macska barátságban lévő és a Kádár-korszakbeli kultúrpolitika tűrt kategóriájába sorolt Beatrice, a Hobo Blues Band és a P. Mobil előzenekaraként, 25 ezer fős közönség előtt. Bár a hard rock-rajongó közönség nemigen "díjazta" meglehetősen elvont zenéjüket, a koncertet követően rengeteg helyre hívták őket: főleg Budapest, Szentendre és Gödöllő underground klubjaiba és művelődési házaiba.
Mivel az együttes tagjai nem tanult zenészek, hanem leginkább képzőművészek voltak, sokat cikkeztek róluk, majd a zenészek "érdekvédelmét" szolgáló rövid életű "zenész szakszervezet" 1981 márciusi tatai tanácskozásán nyilvánosan megkritizálták őket.

### Az együttes műfaja
Stílusuk saját megfogalmazásuk szerint „szabadidőzene”. Ez leginkább egyfajta zenei szürrealizmust-dadaizmust jelentett, tehát szabad stílust, külső-belső kötöttségek, kényszerek, kötelezettségek nélkül: csak az irányít, ami belülről jön.
Koncertjeik performanszjelleget öltöttek; hogy az előadáson pontosan mi fog történni, azt nem lehetett kiszámítani. A technika ritkán működött tökéletesen, de a problémák is az előadás részévé váltak. Ha nem sikerült egyszerre elkezdeni egy számot, leálltak, megbeszélték a dolgot, és újra kezdték. Ahogy ők mondták: „Minden strófa után egy katasztrófa.” Ennek a momentumnak mindkét albumon is nyoma maradt. A Kalandra Fel! című lemez Nem bírom a gyűrődést című dalának végén hallható az a szöveg, hogy „Kikapcsolódott az orgonám közben”, míg a Jégkrémbaletten a keverőpult mellől szól be valaki a stúdióba, hogy „vágjanak egymás szavába”.

### AKalandra fel!és aJégkrémbalett
Első nagylemezük a Kalandra fel! (1983) címet kapta. A lemez alapja egy koncert-felvétel, amely a gödöllői művelődési házban készült. Az év nagylemezei közül a 29. legkelendőbb lett, húszezernél is több (ef Zámbó közlése szerint 30-40 ezer) eladott koronggal. A Kalandra fel! volt az első magyar avantgárd-jellegű zenei album. A hatóság a lemez kiadása előtt kérte, hogy az akkori állampárt központi bizottságára való tekintettel változtassanak nevet. Így lett az együttesből A. E. (azaz Albert Einstein) Bizottság.
A lemez felvételekor a zenekarnak már nem volt tagja Bernáthy Sándor, maradt tehát Zámbó és Lugossy gitárosnak.
Azzal kapcsolatban, hogy az aczéli 3T („tilt, tűr, támogat”) rendszerében hogyan kaphattak szereplési lehetőséget, ef Zámbó István később így nyilatkozott: „A 80-as évek elején már-már mozgalommá kicombosodott alternatív és new wave zenei életben a monopolhelyzetben lévő magyar hanglemezgyár egyik munkatársa említette, hogy őket nem keresik meg ezek a zenekarok kiadás és megjelentetés céljából. Ezt mi hallottuk és a zenekarból Wahorn András rögtön bement és tolmácsolta a készségünket, hogy mi nagyon szívesen csinálnánk lemezt.”
1983-ban Bódy Gábor beszerkesztette őket (a Trabant énekesével, Méhes Mariettával és a Vágtázó Halottkémekkel egyetemben) a Kutya éji dala című filmjébe. 1984-ben elkészült a Jégkrémbalett című film, Dorozsmai Béla dobos vendégszereplésével, azonos című filmzenéje pedig nagylemezen jelent meg (helyenként szelídített hangzással, a filmben hallható effektek jó része a lemezen nem hallható). A film országos forgalmazásba 1990-ig nem került. A film a Bizottság együttes dalaira komponált szürreális kliporgia, melynek központjába a testiség és a sötét gondolatok kerültek.

### Az együttes feloszlása
1985-ben nyugat-európai turnét tett az együttes: tulajdonképpen ez volt a közös történet záróakkordja. Ekkor társult a zenekarba Kreutz László dobos, aki a zenekar feloszlásáig velük maradt. Nem lett belőlük önagyonülésező Bizottság, vagyis önmaga paródiájába züllő, egyre gyengébb, erőltetett, önmagát ismétlő rockegyüttes. A Bizottság feloszlása nem jelentette sem a haverság, sem az alkalmankénti közös megmozdulások végét. Egyikük sem állt le sem a festéssel, filmezéssel, zenéléssel.

### Utóélet
1993-ban négyen, Laca, Jony, Koko és Wahorn kiadtak egy kazettát, Edd meg a fényt címen. A korábbi közös szerzőséggel szemben az anyag minden szövegét már Laca írta. 1995-ben mindkét Bizottság LP-t kiadta CD-n is az MHV utódja, a Hungaroton-Gong.
2006-ban elhunyt Szulovszky (Joni) István gitáros.
2011 őszén a Műcsarnokban nagyszabású kiállítás (Sírba visztek) mutatta be a zenekar történetét és hatását, ill. a tagok képzőművészeti munkásságát.
2022. december 17-én, hat nappal a 65. születésnapja előtt elhunyt Kreutz László, a zenekar dobosa.

## Utódegyüttesek
- Bán Mária: Moralisa Színész
- Bernáth(y) Sándor: Doktor Újhajnal, Női Lépték, Matuska Silvester Sound, Massturbina
- Kukta Erzsébet, Kokó: Bp. Service, Batu Kármen
- feLugossy László: Új Modern Akrobatika, Dojó balett, Batu Kármen
- Szulovszky István (Joni): ef Zámbó Happy Dead Band
- ef Zámbó István: ef Zámbó Happy Dead Band
- Wahorn András: Madam Crain and Wahorn (Punk Baby From Mars; Casual Tonalities, Los Angeles, 1998)[10]

## Diszkográfia
- Kalandra fel! – 1983, Hungaroton (LP, MK)
- Jégkrémbalett – 1984, Hungaroton (LP, MK)
- Bizottsag: Amor Guru; Eksakt Records, Tilburg, 1986 (LP, Eksakt 024)[11]
- Kalandra felǃ; Hungaroton-Gong, Bp., 1995
- A jégkrémbalett c. film zenéje; Hungaroton-Gong, Bp., 1995

### Multimédia
- Letölthető Bizottság-dalok és egy cikk 1983-ból
- Korabeli videófelvételek a Bizottságtól és a Happy Dead Bandtől, amatőr házifelvételek és az 1991-ben megjelent Happy Dead Band-album anyaga
- Békásmegyer (részlet a Jégkrémbalett c. filmből). YouTube
- Privát rocktörténet: A Bizottság (dokumentumfilm). YouTube